# بومونا

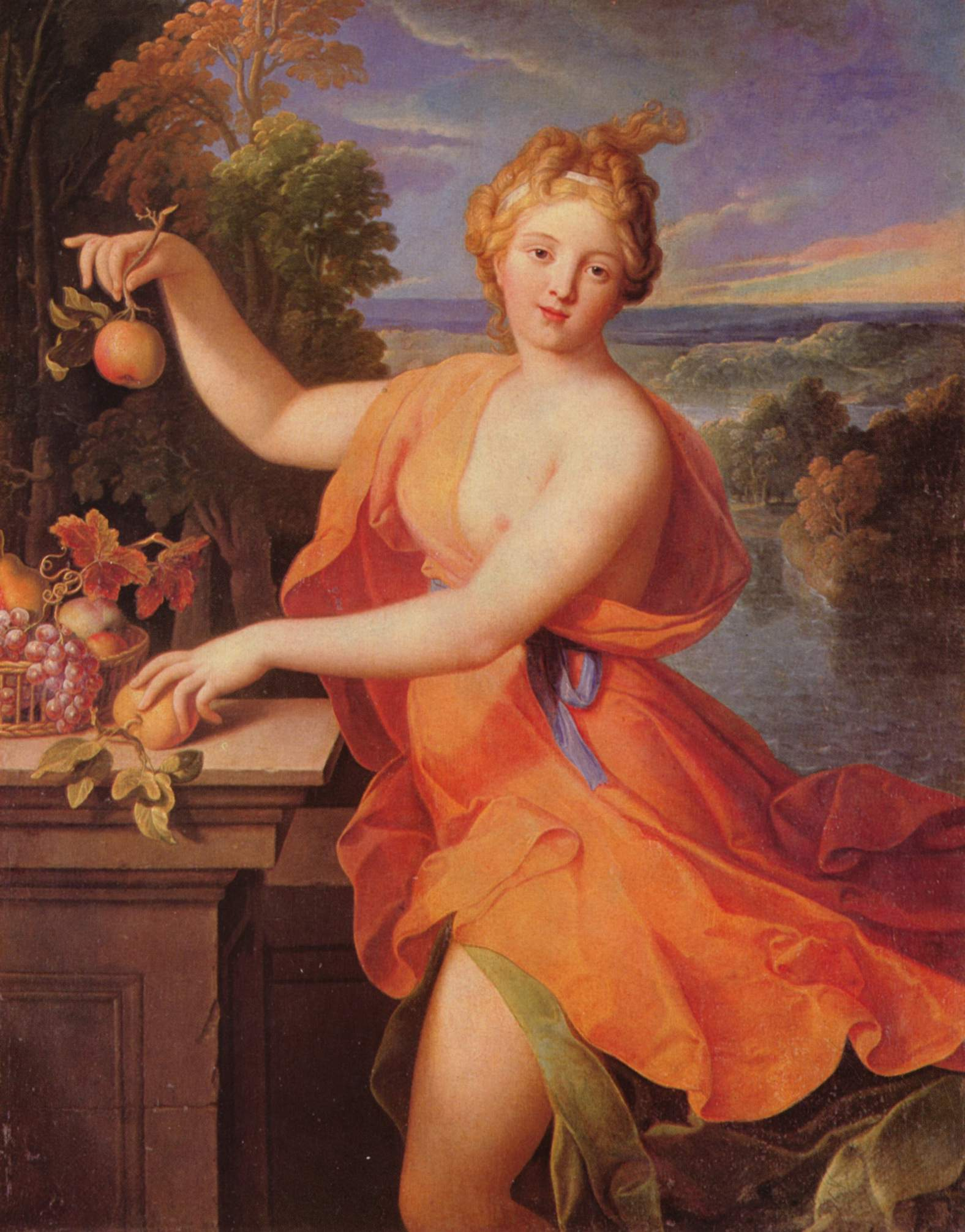
بومونا بريشة نيكولا فوشيه

بومونا (باللاتينية: Pomona) هي إلهة الوفرة والثمار في الأساطير الرومانية القديمة. واسمها يأتي من الكلمة اللاتينية Pomum؛ «فاكهة،» فاكهة البستان على وجه التحديد. ("Pomme"وهي الكلمة الفرنسية للتفاح).